# Satsuma (Kagoshima)
Satsuma (jap. さつま町 Satsuma-chō) – miasto w Japonii, na wyspie Kiusiu, w prefekturze Kagoshima. Według danych na rok 2020 miejscowość zamieszkiwało 20 243 mieszkańców , a gęstość zaludnienia wyniosła 66,6 os./km².